# Onverzadigd vetzuur
Onverzadigde vetzuren zijn vetzuren met een of meer dubbele binding(en), in tegenstelling tot verzadigde vetzuren, die geen dubbele bindingen in de keten hebben.

## Voorkomen
Onverzadigde vetzuren komen vooral voor in plantaardige oliën, maar plantaardige olie bevat ook verzadigd vet.
Veelvoorkomende mono-onverzadigde vetzuren of enkelvoudig onverzadigde vetzuren (één dubbele binding) zijn:
- elaïdinezuur     (trans-9-octadeceenzuur) C18:1
- erucazuur        (cis-13-docosenzuur)     C22:1
- oliezuur         (cis-9-octadeceenzuur)   C18:1
- palmitoleïnezuur (cis-9-hexadeceenzuur)   C16:1

Veelvoorkomende poly-onverzadigde vetzuren of meervoudig onverzadigde vetzuren (meerdere dubbele bindingen) zijn:
- alfa-linoleenzuur ALA (all cis)-octadecatrieenzuur)  C18:3
- arachidonzuur  ARA    (eicosatetraeenzuur)           C20:4
- docosahexaeenzuur  DHA  C22:6
- eicosapentaeenzuur EPA  C20:5
- gamma-linoleenzuur GLA (all cis)-octodecatrieenzuur)  C18:3
- linolzuur LA         (all cis)-octodecadieenzuur)   C18:2
- rumenzuur  CLA (trans-9 cis-11 octodecadieenzuur)  C18:2

Het feit dat al deze zuren een even aantal koolstofatomen bevatten, is terug te voeren op het feit dat de in-vivosynthese van de vetzuren via blokken van twee koolstofatomen verloopt.